# ユヌス・ラジャビィ駅
ユヌス・ラジャビィ駅（ウズベク語: Yunus Rajabiy bekati）はウズベキスタンのタシュケントミルザ・ウルグベク地区にある、タシュケント地下鉄ユヌサバード線の駅。駅名はウズベキスタンの作曲家ユヌス・ラジャビィから採られた。

## 沿革
2001年10月26日にハビブ・アブドゥラエフ（今のシャフリスタン）-ミング・オリク間の開通時に駅開業。開業と同時にチランザール線のアミール・ティムール・ヒヨボニ駅と接続。

## 駅構造
島式ホーム1面2線を有する地下駅。ホームは地表から約24メートルにあり、タシュケント地下鉄の中で最も深い。また、ホームはディープコラム構造であり、天井高さは7メートルある。
ホームから出口へのエスカレーターはホームのミング・オリク側端部にあり、エスカレーターを上った先に改札口が設置されている。改札口は入口・出口で分けられており、入口側はセキュリティチェックがある。チランザール線のアミール・ティムール・ヒヨボニ駅への乗り換えはホーム中程にある上り階段を経由する。

## 駅周辺
- 独立大通り（ウズベク語版）
- インターコンチネンタル・タシケントIHGホテル
- ホテル・ウズベキスタン
- タシケント州立法科大学（ウズベク語版）
- アミール・ティムール博物館
- アミール・ティムール広場

## 隣の駅
タシュケント地下鉄
 ユヌサバード線
アブドゥラ・コディリ駅 - ユヌス・ラジャビィ駅 - ミング・オリク駅